# Munții Colții lui Barbeș
Munții Colții lui Barbeș alcătuiesc o arie protejată de interes național ce corespunde categoriei a IV-a IUCN (rezervație naturală de tip mixt), situată în județul Prahova, pe teritoriul administrativ al orașului Sinaia.

## Descriere
Rezervația naturală declarată prin Legea Nr.5 din 6 martie 2000 (privind aprobarea Planului de amenajare a teritoriului național - Secțiunea a III-a - zone protejate), este inclusă în Parcul Natural Bucegi și se întinde pe o suprafață de 1.513 hectare.

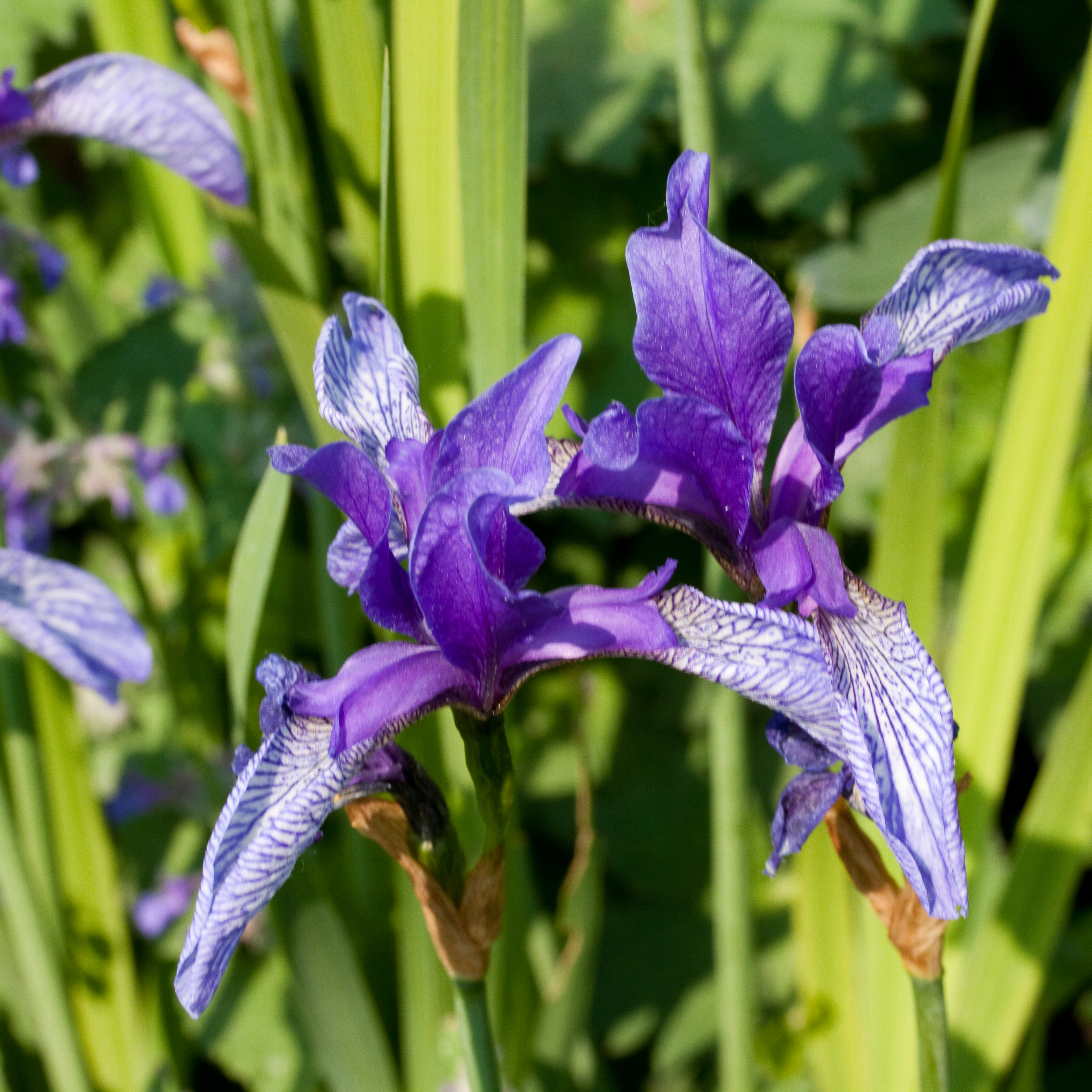
Stânjenel mic de munte (Iris ruthenica)

Aria naturală reprezintă o zonă muntoasă din extremitatea estică a Carpaților Meridionali, în Munții Bucegi, cu un relief (constituit din calcare, gresii, șisturi cristaline și conglomerate) diversificat, cu agrupturi, grohotișuri, doline, custuri, hornuri, turnuri, ace, chei, goluri alpine; cu izvoare și văi (Valea Lupului, Valea Uscată), pajiști, pășuni și păduri; cu floră și faună specifică Bucegilor.
Pe teritoriul rezervației vegetează specia endemică: stânjenel mic de munte (Iris ruthenica).